# Adithya (actor)
Adithya (Bombay, 6 de abril de 1974) es un conocido actor de cine indio de clase B.
En idioma tamil, su nombre se escribe ஆதித்யா.
Ha aparecido en películas en tamil y en malaialam.
Es ateo.

## Filmografía
| año  | películas en tamil  | rol               | compañeros                               |
| ---- | ------------------- | ----------------- | ---------------------------------------- |
| 2003 | Anjaneya            | el dios Shivá     | Ajith Kumar, Meera Jasmine, Raghuvaran   |
| 2003 | Jay Jay             | Shivaram          | Madhavan, Amoga, Pooja, Charlie          |
| 2004 | Chatrapathi         | el dios Shivá     | Sarath Kumar                             |
| 2004 | Nerenja Manasu      | inspector Adithya | Vijayakanth                              |
| 2005 | Arinthum Ariyamalum | ACP Thiyagarajan  | Prakash Raj, Arya, Navdeep and Samiksha  |
| 2005 | Daas                | Anwar             | Jayam Ravi, Renuka Menon                 |
| 2006 | Aadhi               | Abdullah          | Vijay, Trisha Krishnan, Manivannan       |
| 2006 | Kedi                | Aadhi             | Ravi Krishna, Ileana, Atul Kulkarni      |
| 2006 | Vattaram            | inspector         | Arya, Kirat Bhattal, Ramesh Khanna       |
| 2006 | Poi                 | el dios Vishnú    | Uday Kiran, Vimala Raman, Geetu Mohandas |
| 2007 | Billa               | Anil Menon        | Ajith Kumar, Nayantara, Namitha          |
| 2008 | Inba                |                   | Shaam, Sneha                             |
| 2009 | Villu               | Raaka             | Vijay, Nayantara, Prakash Raj            |
| 2009 | Aata Nayagan        |                   | Shakti Vasu, Remya Nabeeshan             |

| año  | películas en malaialam           | rol                                         | compañeros                                                |
| ---- | -------------------------------- | ------------------------------------------- | --------------------------------------------------------- |
| 2003 | Vamanapuram Bus Route            | Karipidi Gopi                               | Mohanlal                                                  |
| 2004 | Wanted                           |                                             | Mohanlal                                                  |
| 2004 | Mambazhakalam                    | Dr. Raghuram                                | Mohanlal, Shobana, Kalabhavan Mani                        |
| 2005 | Ben Johnson                      | Vettukadan Velayuthan                       | Kalabhavan Mani, Cochin Haneefa                           |
| 2005 | Bus Conductor                    | S. I. Sajan George                          | Mammooty, Mamta Mohandas, Bhavana Balachandran, Jayasurya |
| 2006 | Killukam Kilukulukkam            | Shivachandra Panikker                       | Mohanlal, Jayasurya, Kavya Madhavan                       |
| 2006 | Rashtram                         | Amir Bhai                                   | Suresh Gopi                                               |
| 2006 | Pacchakuthira                    | terrorista (aparición, como actor invitado) | Dileep                                                    |
| 2006 | Bhargava Charitam Moonam Ghandam | Mariappan                                   | Mammooty                                                  |
| 2006 | Chacko Randaaman                 | Parindhu Gopi                               | Kalabhavan Mani, Jyorthirmayi                             |